# Guitar (album)
A Guitar Frank Zappa 1988-ban megjelent albuma. Az 1981-es Shut Up ’n Play Yer Guitar nyomdokait követve ez is élő felvételekből származó gitárszólók gyűjteménye, a felvételek jellemzően 1981 és 1984 között készültek (van 1979-es felvétel is). Zappának a lemez a hatodik Grammy-jelölését jelentette, a "Legjobb instrumentális rockzenei előadás" kategóriában.

## A lemezről
A Guitar eredetileg tripla bakelitlemezként jelent volna meg a Shut Up ’n Play Yer Guitar-hoz hasonlóan, de Zappa úgy döntött, hogy inkább az új formátumot, a CD-t részesíti előnyben. Ez lett Zappa első kiadványa, ami párhuzamosan jelent meg CD-n és hagyományos nagylemezen; a dupla CD (amit a Rykodisc adott ki Amerikában és a Zappa Records Európában) 32 számot tartalmaz, míg a (Zappa Barking Pumpkin kiadójánál megjelent) dupla bakelitlemez csak 19-et.
Ezeket a szólókat 1979 és 1984 között rögzítettük élőben. Egyik sem tökéletes, de azért remélem tetszenek majd. (...) A lemez gyermekeknek és republikánusoknak ellenjavallt.
Hasonló albumok: Shut Up ’n Play Yer Guitar, Trance-Fusion, Frank Zappa Plays the Music of Frank Zappa: A Memorial Tribute, The Guitar World According to Frank Zappa.

## A lemez számai
A másképp jelölteken kívül minden darab Frank Zappa szerzeménye.

### CD változat

#### Első lemez
1. "Sexual Harassment in the Workplace" – 3:42 (1981-12-12, San Diego)
2. "Which One Is It?" – 3:04 (1982-06-26, The Black Page, München)
3. "Republicans" – 5:07 (1984-11-10, Let's Move To Cleveland, Upper Darby)
4. "Do Not Pass Go" – 3:36 (1982-06-19, Drowning Witch, második szóló, London)
5. "Chalk Pie" – 4:51 (1981-12-07, Zoot Allures, Salt Lake City)
6. "In-A-Gadda-Stravinsky" – 2:50 (1984-11-25, Let's Move To Cleveland, Atlanta)
7. "That's Not Really Reggae" – 3:17 (1984-09-25, Whipping Post, London)
8. "When No One Was No One" – 4:48 (1982-05-21, Zoot Allures, Köln)
9. "Once Again, without the Net" – 3:43 (1984-12-20, Let's Move To Cleveland, Portland)
10. "Outside Now (Original Solo)" – 5:28 (1979-03-31, City of Tiny Lites, München)
11. "Jim & Tammy's Upper Room" – 3:11 (1982-06-01, Advance Romance, Bordeaux)
12. "Were We Ever Really Safe in San Antonio?" – 2:49 (1984-12-20, Drowning Witch – második szóló, San Antonio)
13. "That Ol' G Minor Thing Again" – 5:02 (1982-06-24, City of Tiny Lites, Zürich)
14. "Hotel Atlanta Incidentals" – 2:44 (1984-11-25, Hot-Plate Heaven At The Green Hotel, Atlanta)
15. "That's Not Really a Shuffle" – 4:23 (1982-05-11, King Kong, Koppenhága)
16. "Move It or Park It" – 5:43 (1982-06-11, The Black Page, Frankfurt)
17. "Sunrise Redeemer" – 3:58 (1984-11-30, Let's Move To Cleveland, Sunrise)

#### Második lemez
1. "Variations on Sinister #3" – 5:15 (1984-08-11)
2. "Orrin Hatch on Skis" – 2:12 (1984-11-30)
3. "But Who Was Fulcanelli?" – 2:48
4. "For Duane" – 3:24
5. "GOA" – 4:51
6. "Winos Do Not March" – 3:14
7. "Swans? What Swans?" – 4:23 (1981-12-12)
8. "Too Ugly for Show Business" – 4:20 (1981-12-10)
9. "Systems of Edges" – 5:32
10. "Do Not Try This at Home" – 3:46 (1982-07-07)
11. "Things That Look Like Meat" – 6:57
12. "Watermelon in Easter Hay" – 4:02
13. "Canadian Customs" – 3:34 (1984-12-18)
14. "Is That All There Is?" – 4:09 (1982-05-22)
15. "It Ain't Necessarily the Saint James Infirmary" (Gershwin, Gershwin, Heyward, Primrose) – 5:15 (1982-07-08)

### LP változat

#### Első oldal
1. "Sexual Harassment in the Workplace" – 3:42 (1981-12-12)
2. "Republicans" – 5:08 (1984-11-10)
3. "Do Not Pass Go" – 3:37 (1982-06-19)
4. "That's Not Really Reggae" – 3:17 (1984-09-25)
5. "When No One Was No One" – 4:41 (1982-05-21)

#### Második oldal
1. "Once Again, without the Net" – 3:58 (1984-12-20)
2. "Outside Now (Original Solo)" – 5:29 (1979-03-31)
3. "Jim & Tammy's Upper Room" – 3:11 (1982-06-01)
4. "Were We Ever Really Safe in San Antonio?" – 2:50 (1984-12-10)
5. "That Ol' G Minor Thing Again" – 4:39 (1982-06-24)

#### Harmadik oldal
1. "Move It or Park It" – 5:43 (1982-06-11)
2. "Sunrise Redeemer" – 3:53 (1984-11-30)
3. "But Who Was Fulcanelli?" – 2:58 (1982-05-21)
4. "For Duane" – 3:25 (1984-11-25)
5. "GOA" – 4:46 (1984-11-23)

#### Negyedik oldal
1. "Winos Do Not March" – 3:14 (1984-12-04)
2. "Systems of Edges" – 5:32 (1979-03-27)
3. "Things That Look Like Meat" – 6:55 (1981-12-07)
4. "Watermelon in Easter Hay" – 4:00 (1984-08-16)

## A zenészek

### 1979
- Frank Zappa – szólógitár
- Warren Cuccurullo – gitár
- Ike Willis – gitár
- Denny Walley – gitár
- Tommy Mars – billentyűs hangszerek
- Peter Wolf – billentyűs hangszerek
- Arthur Barrow – basszusgitár
- Ed Mann – ütőhangszerek
- Vinnie Colaiuta – dobok

### 1981-82
- Frank Zappa – szólógitár, ének
- Ray White – ritmusgitár, ének
- Steve Vai – gitár
- Scott Thunes – basszusgitár, ének, szintetizátor
- Bobby Martin – billentyűs hangszerek, ének, szaxofon
- Tommy Mars – billentyűs hangszerek, ének
- Ed Mann – ütőhangszerek
- Chad Wackerman – dobok

### 1984
- Frank Zappa – szólógitár, ének
- Ike Willis – ritmusgitár, ének
- Ray White – ritmusgitár, ének
- Bobby Martin – billentyűs hangszerek, ének, szaxofon
- Allan Zavod – billentyűs hangszerek
- Scott Thunes – basszusgitár, ének, szintetizátor
- Chad Wackerman – dobok

## Külső hivatkozások
- Információk – az Information is Not Knowledge oldalon
- A megjelenés részletei a Zappa Patio oldalon